# 德拉克斯 (北达科他州)
德拉克斯（英語：Des Lacs），是美国北达科他州下属的一座城市。根据2010年美国人口普查，该市有人口204人。2011年估计该市有人口211人，相对于2010年，增长率为3.43%。